# 栗林忠道
栗林忠道（日语：／ Kuribayashi Tadamichi，1891年7月7日—1945年3月26日）為二戰時的日本陸軍大將，生於日本長野縣埴科郡旧西条村（现長野市松代町），1945年於硫磺島戰死。位阶勳等为从四位勳一等（旭日大绶章）。在硫磺島戰役期間，身為指揮官領導士兵死守硫磺島。

## 出身
出生在武士世家，非常顧家，育有一子（太郎）及二女（貴子和洋子）。1911年自長野縣县立長野中學畢業。在學期間學業優異，本志愿就读东亚同文书院成为记者并考试合格，而后却受老師推薦，於1912年就讀陸軍士官學校。同期毕业的学员有硫磺岛之战中混成第二旅团长外号步兵战神的千田贞季、后来的陆军少将田中隆吉、中将影佐禎昭等。
1914年自陸軍士官學校畢業（第26期、骑兵科、125番席）後，在騎兵第15聯隊擔任見習士官，同年升任陸軍騎兵少尉。
1920年12月7日進入陸軍大學校就讀，並在1923年11月29日以第2名的優異成績畢業，獲得天皇御賜軍刀。同年與同姓的栗林義井結婚，两人育有一男二女。其孙有众议院议员新藤义孝。
栗林曾在加拿大留學，並自1928年開始在日本駐美大使館擔任武官。1930年归国，升任骑兵少佐、陆军省军务局课员。次年再度派驻加拿大。
1933年8月，任骑兵中佐、马政课高级课员。1936年任骑兵第七联队长。次年升任骑兵大佐、兵务局马政课课长，任内选定了军歌《爱马进军歌》。1940年任陆军少将、骑兵第二旅团长、骑兵第一旅团长。
栗林曾於美國哈佛大學進修，在擔任駐美武官時曾經自己一個人在美國四處周遊，見識美國文化，也加深了他對美國國力的認識，他成爲日本陆军中屬於少数的“知美派”，因爲了解美日兩國的戰爭潛力存在很大差距，故此極力反對日本對美國開戰。栗林忠道和海軍大將山本五十六都同樣曾出任日本駐美武官，兩人都因爲在當地見識到美國國力並非日本可比擬，皆對軍方計劃對美國開戰持反對態度，但當得知軍方已決議對美開戰後，兩人都同樣積極參與南方作戰的侵略計劃，務求在第一擊便可把英國及美國在東南亞的勢力擊垮，避免日本陷入與英美兩國的長期消耗戰。

## 香港戰役
日本決定發動太平洋戰爭後，栗林於1941年9月19日以第23軍參謀長身份負責制定入侵英屬香港的計劃。12月8日清晨，日軍先派出飛機空襲啟德機場及在九龍灣停泊的輪船，第38師團的三支步兵聯隊，由西至東分爲第230、228及229聯隊，兵分三路越境侵入香港新界北部，香港攻防戰爆發。雖然日軍於18天後擊敗英軍佔領香港，但是栗林並未能參與整場攻略香港的作戰，起因於12月9日午後，第38師團第228聯隊隊長土井定七大佐負責從中路進攻九龍，但行軍發生滯後，聯隊隊長土井定七於是親率一支偵察隊到針山，尋找適合建立陣地作爲攻打醉酒灣防線的地點，卻在偵察時意外發現英軍部署於城門棱堡的兵力十分薄弱，土井定七大佐認爲機不可失，未有取得上級同意，便於當天晚上，擅自指派其第228聯隊越過本應由第230聯隊負責的區域，經由城門水塘主壩私自發起進攻。雖然第228聯隊只用了數小時便攻破位處醉酒灣防線前緣的城門棱堡，但第23軍軍長酒井隆中將對於土井定七大佐違抗軍令私自發起進攻感到十分憤怒，栗林也因為稱讚土井定七擅自進攻城門棱堡是「隨機應變」而開罪了上司酒井隆，栗林在第23軍的參謀長職務更因此遭到酒井隆解除，直到攻佔香港後才獲安排協助處理善後工作。
1943年6月10日升任中將，並改任留守近衛第2師團的師團長，防御本土。1944年4月6日，因為師團廚房失火事故被究責，辭去師團長的職務並調回本土防备東部軍司令部。

## 硫磺島戰役
1944年5月27日，調任小笠原群島的父島要塞守備要職，任新编第109師團师团長，6月8日到硫磺島赴任。同年7月1日編入大本營直轄部隊，兼任小笠原兵團長(兵團代號「膽」)。考量美軍登陸作戰後硫磺島將是最前線，將裝備精良的兵團司令部遷移到硫磺島上就近指揮。因为認為敵軍登陸後難以在島上反擊，栗林轉而計畫長期抵抗的游擊戰，下令構築堅固的地下坑道。出于海軍要求固守島上機場（千鸟飞行场）的強硬立場，陸軍派的栗林不得不妥協並構築全長18公里的海濱地下陣地以防美机轰炸，一方面嚴禁防守此陣地的官兵發動萬歲突擊或是自殺，並對全體官兵發布「奮戰宣言」與「勇士作戰知識」，要求做好長期抵抗的覺悟。至於島上的平民則強制疏散到父島避難。
1945年2月16日，美國軍艦、轟炸機對硫磺島進行強烈轟炸，同月19日9點，海軍陸戰隊執行第一波搶灘。日本海军無視栗林下達的砲擊時機指示，用岸砲進行反擊，卻導致折缽山的陣地位置暴露，結果被殲滅。在將足夠的美軍登島部隊引入內陸之後，10點陸軍守備部隊對美軍進行總攻擊。
当晚，美军前线向指挥官霍蘭·史密斯上将汇报说日军没有进行万岁冲锋，十分不同寻常。史密斯将军告诉记者，本以为日本人都是没脑袋的莽夫，结果“谁知道这里日军的头头居然是个聪明的混蛋（one smart bastard）”。
之後在處於極度劣勢的情況下，栗林军持續進行超過美軍預期的頑強抵抗，造成美軍大量的傷亡。3月7日，栗林發出最後的作戰電報「膽三電第三五一號」給恩師及教官的蓮沼蕃陸軍大將，提及16日16時將發動玉碎總攻，並向大本營訣別。17日大本營認可栗林的功績，破格晉升其為陸軍大將，53歲的栗林忠道成為日本帝國海陸軍中最年輕的大將。同日栗林對殘餘部隊下達總攻擊指令：
1. 戰局已無可挽回。
2. 兵團於17日晚上發動總攻擊。
3. 各單位於本夜午時，向各方面的敵軍進攻，戰到最後一兵一卒。
4. 我將一如往常在諸位前頭。

17日之後等待著總攻擊的時機，直到26日，栗林親自帶著400名官兵，往美國陸空軍第一、第二飞行场野戰營地發動夜襲。可能於此時戰死，有说法是栗林右腿大腿重伤、随后自裁，享年53歲。

## 戰後
遺體下落不明，但於長野市松代町明德寺有一衣冠塚。1967年追授一等旭日大勳章。
据儿岛襄的《硫黄岛战记》，美国军史作者普遍对栗林评价很高，认为他面对绝对优势的敌人，以創新的防禦戰法有效阻滯美軍攻勢，令美軍原本計劃5天攻下的硫磺島，花了36天才成功佔領，將敌人進攻的脚步推迟了近一个半月。
日、美戰史研究者都給予極高的評價，作為參謀長、留守師團長或一個軍人，及戰死沙場的指揮官，在日本保有高知名度。改編2005年出版，以粟林為中心的書《散落的悲傷》(梯久美子著)，2006年電影《來自硫磺島的信》上映，一時間原著與電影都聲名大噪。

### 訣別電報
```
在戰局的最後關頭回想，自從敵人進攻以來，麾下將士皆以驚天地泣鬼神的鬥志戰鬥。
敵人海陸空全面的優勢下，我方宛如赤手空拳。僥倖小勝之時，卑職將十分喜悅。
我不指望你們會因為一次次的敵人來襲而倒下，因為你已經死了。 
我為你道歉，因你不願意把這個重要的地方讓給敵人。
如今我們彈盡糧絕，只能思謝皇恩，絕地反擊，粉身碎骨而不後悔。 
我們要做的，只是為了守衛主島，讓皇土永遠安康。 
我們要將皇軍的戰力發揮到極致。 
當你們最後一次站在這裡，表達自己內心的想法和感受的時候，我們衷心地希望帝國的必勝與安泰。
回到父島、母島後，我軍在我指揮下的部隊不會有任何敵人的進攻，所以我們有信心能夠打敗他們。
```

## 逸話
1. 從軍以後仍相當顧家，自派駐美國及赴任硫磺島，都不間斷的寫信回家。由於長子年幼，粟林總是會在信裡手繪插圖。一封在硫磺島寫給次女的信展現其充滿父愛的一面。
2. 深愛他的妻子。信中總是透露對獨守家鄉妻子的思念。
3. 曾立志當個記者，身為軍人卻頗有文采。

### 著書
- 『栗林忠道 硫黄島からの手紙』文藝春秋、2006年8月、ISBN 4163683704
- 『「玉砕総指揮官」の絵手紙』吉田津由子編、小学館、2002年4月、ISBN 4094026762

#### 非小說著作
- 舩坂弘著『硫黄島——ああ！栗林兵団』（講談社、1968年8月）
- 陸戦史研究普及会編著『陸戦史集15 硫黄島作戦』（原書房、1970年）
- 兒島襄著『将軍突撃せり——硫黄島戦記』（文藝春秋、1970年）
- 鳥居民著『小磯内閣の倒壊——3月20日〜4月4日』（草思社、1987年9月、ISBN 4794202865）
- 現代タクティクス研究会著『第二次世界大戦将軍ガイド』（新紀元社、1994年8月、ISBN 4883172341）
- 岡田益吉著『日本陸軍英傑伝——将軍暁に死す』（光人社、1994年8月、ISBN 4769820577、初版1972年刊行）
- R.F.ニューカム著、田中至訳『硫黄島——太平洋戦争死闘記』（光人社、1996年2月、ISBN 4769821131、原著1965年刊行）
- 橋本衛ほか著『硫黄島決戦』（光人社、2001年8月、ISBN 4769823177）
- 堀江芳孝著『闘魂 硫黄島——小笠原兵団参謀の回想』（光人社、2005年3月、ISBN 4769824491、初版1965年刊行）
- 梯久美子著『散るぞ悲しき——硫黄島総指揮官・栗林忠道』（新潮社、2005年7月、ISBN 4104774014）
- 田中恒夫ほか編著『戦場の名言——指揮官たちの決断』（草思社、2006年6月、ISBN 479421507X）
- 留守晴夫著『常に諸子の先頭に在り——陸軍中將栗林忠道と硫黄島戰』（慧文社、2006年7月、ISBN 4905849489）
- 柘植久慶著『栗林忠道——硫黄島の死闘を指揮した名将』（PHP研究所、2006年12月、ISBN 4569667430）
- 川相昌一著『硫黄島戦記——玉砕の島から生還した一兵士の回想』（光人社、2007年1月、ISBN 4769813287）
- 小室直樹著『硫黄島栗林忠道大将の教訓』（ワック、2007年1月、ISBN 9784898311028）

#### 小說著作
- 横山信義著『鋼鉄のメロス——八八艦隊外伝（2）』（徳間書店、1997年4月、ISBN 4198503656）
- 林譲治著『大日本帝国航空隊戦記（6）トラック島沖海戦』（ケイエスエス、1999年11月、ISBN 4877093915）
- 羅門祐人著『真·大日本帝国軍陸海統合の嵐（4）大和、サンフランシスコ湾突入』（学習研究社、2006年8月、ISBN 4054030890）

## 關連項目
- 電影《來自硫磺島的信》
- 西竹一
- 市丸利之助
- 千田貞季